# Jarka Vrbová
Jarka Vrbová (* 2. července 1950 Praha) je česká překladatelka, literární redaktorka a vysokoškolská pedagožka. Překládá především z norštiny, ale také ze švédštiny a z angličtiny.

## Život
V letech 1969–1974 vystudovala na Filozofické fakultě Univerzity Karlovy angličtinu a norštinu. Od roku 1978 do roku 1988 působila jako odborná asistentka v oddělení matematické lingvistiky na Matematicko-fyzikální fakultě Univerzity Karlovy. V letech 1990–2005 pracovala jako odborná asistentka na oddělení nordistiky katedry germanistiky FF UK, kde stále externě působí. V roce 1990 získala titul PhDr. Do češtiny přeložila díla mnoha významných severských autorů, mj. Roye Jacobsena, Astrid Lindgrenové, Larse Saabyeho Christensena, Josteina Gaardera a dalších. Kromě toho je také spoluautorkou učebnice norštiny a dvou slovníků a koordinátorkou a redaktorkou studentských překladatelských projektů.
Je neúnavnou propagátorkou norské literatury v České republice. Za své překlady obdržela řadu ocenění. V roce 2009 obdržela od norského krále Haralda V. za podstatný přínos v oblasti norsko-českých kulturních vztahů Řád za zásluhy s titulem Rytíř první třídy. V roce 2023 převzala z rukou ministra kultury ČR Státní cenu za překladatelské dílo.

## Výběr z ocenění za překlad
- 1996 Zlatá stuha + IBBY Honour List 1998 (Jostein Gaarder: Tajemství karet)
- 2004 Zlatá stuha (Jostein Gaarder: Dívka s pomeranči)
- 2010 Tvůrčí ocenění v rámci Ceny Josefa Jungmanna (Lars Saabye Christensen: Beatles)
- 2017 Tvůrčí ocenění v rámci Ceny Josefa Jungmanna (Roy Jacobsen: Ostrov)[6]
- 2017 Zlatá stuha za celoživotní přínos dětské literatuře[7]
- 2019 Magnesia litera (Morten Strøksnes: Kniha o moři)[8]
- 2023 Státní cena za překladatelské dílo

## Publikační činnost[1]
- VRBOVÁ, Jarka a STEJSKALOVÁ, Barbora a GABRIELSEN, Inger-Ma a EKELAND, Anders. Praktický slovník norsko-český a česko-norský. Praha: Leda, 2005.
- VRBOVÁ, Jarka a STEJSKALOVÁ, Barbora a NOVÁKOVÁ, Milada a NOVÁKOVÁ, Eva. Slovník norsko-český a česko-norský. Praha: SPN, 1994.
- VRBOVÁ, Jarka a NEFZAOUI, Sissel. Učebnice norštiny. Praha: Karolinum, 1999.